# Afilado de cuchillos

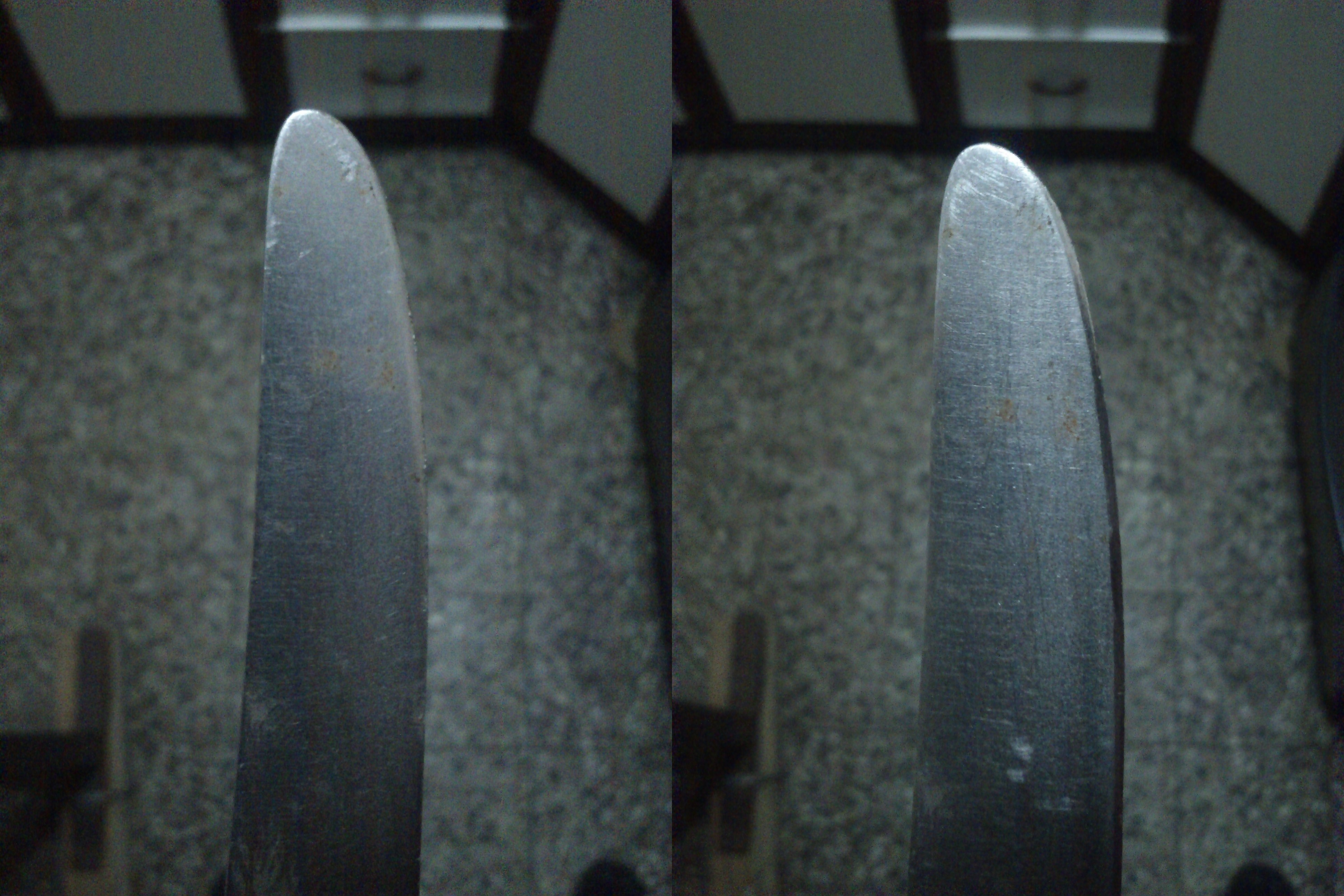
resultado obtenido con el afilador. Un pequeño pero efectivo filo

El afilado de cuchillos se realiza por abrasión contra una superficie dura, típicamente piedra, o contra una superficie blanda con unas partículas duras, como una lija. Adicionalmente es recomendable utilizar un asentador para asentar el filo y eliminar la rebaba sobrante del proceso de afilado.
Diferentes cuchillos se afilan de forma diferente en función de la geometría del filo y su aplicación. Por ejemplo, las hojas de los bisturís quirúrgicos son muy afiladas, pero frágiles, y generalmente no se afilan sino que directamente se descartan luego del uso. Las cuchillas de afeitar deben cortar con mínima presión, y por lo tanto deben estar muy afiladas con un ángulo pequeño y perfil cóncavo, se las afila diariamente o con mayor frecuencia. Los cuchillos de cocina son menos afilados, y en general cortan por deslizamiento en lugar de por presión y también se los afila regularmente por lo que existen utensilios para realizar la tarea. En el otro extremo, un hacha para cortar leña será menos afilada aún, y se utiliza principalmente para cortar madera mediante presión, no deslizamiento, y aunque puede rectificarse, no es común afilarla diariamente. En general, aunque no siempre, cuanto más duro es el material menos agudo es el filo.

## Piedras de agua

### Piedras de grano grueso
Las piedras consideradas de grano grueso son aquellas que poseen una granulometría de entre 200 y 500  son útiles para desgastar el filo y eliminar graves imperfecciones o para modificar el filo del instrumento mediante la quita del material. Cabe destacar que este tipo de piedras utilizan mucha agua, rayan el metal y consumen mucho material del mismo.

### Piedras de grano medio
Este tipo de piedras son aquellas cuya granulometría es de entre 700 y 1500 y sirve para quitar las imperfecciones del pre-afilado, creadas por la piedra de grano grueso, y se utiliza con una cantidad moderada de agua. Cabe destacar que en este punto el filo ya se encuentra preparado para realizar un corte con relativa eficacia y sus imperfecciones serán pequeñas.

### Piedra de grano fino
Son aquellas que poseen una granulometría de entre 1800 y 5000 y están destinados a lograr un excelente mas no perfecto filo, puesto que existen piedras de grano 10.000, las cuales aportan pulido al filo y una precisión aun mayor. Cabe destacar que este tipo de piedras no requiere prácticamente del uso de agua y quita casi todas las imperfecciones dejando un filo con una gran capacidad de corte y una excelente estética.

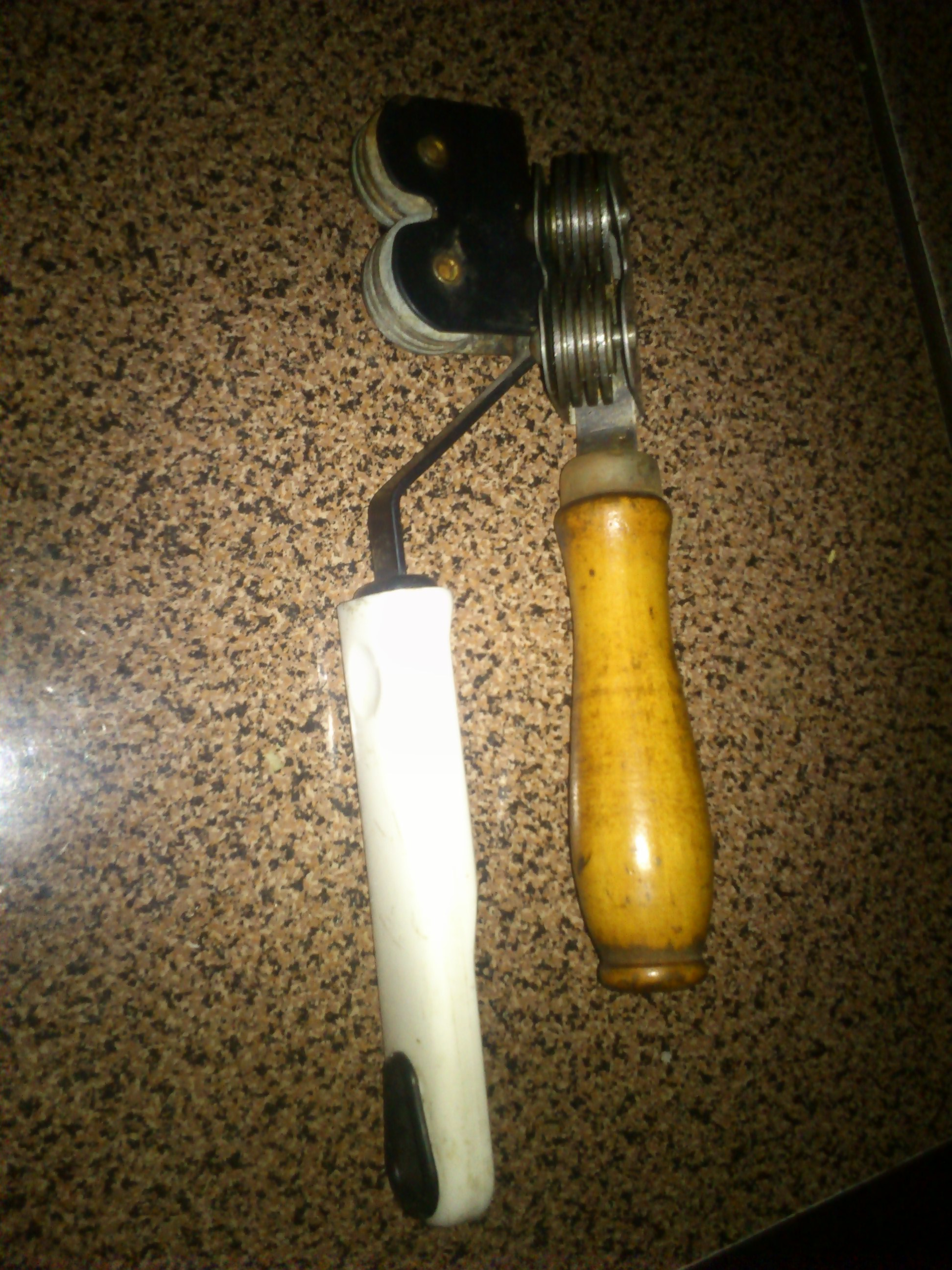
afiladores manuales para cuchillos de cocina
- usando un afilador de cuchillos
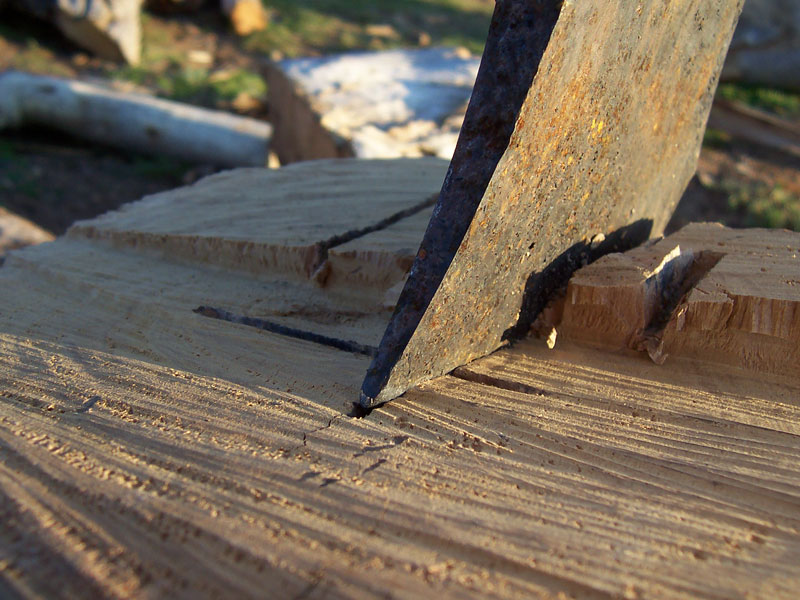
el hacha no requiere ser afilada con frecuencia